# Bonneville Speedway
Il Bonneville Speedway è un circuito ricavato in una zona dell'omonimo lago salato, situato nello Utah, nelle vicinanze di Wendover. Questo circuito è molto famoso, negli sport motoristici, per i record assoluti di velocità su terra che vi sono stati conquistati ed alcuni veicoli, per rendergli onore, ne portano il nome (ad esempio una motocicletta Triumph o una vettura della Pontiac)

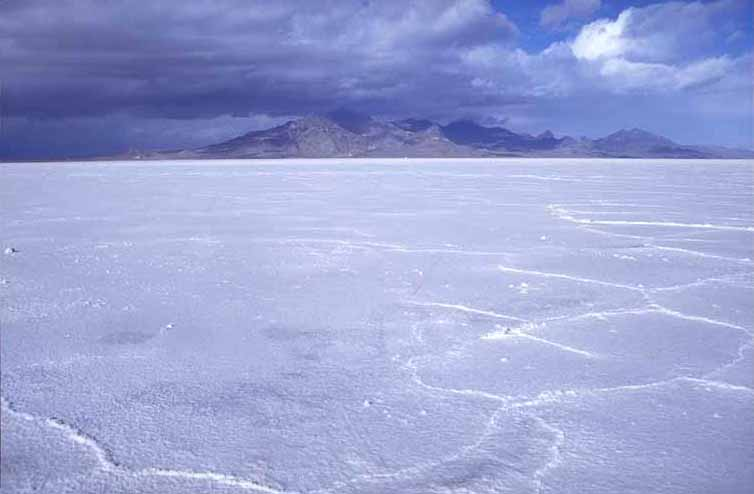
Una vista del lago salato di Bonneville

## Storia
Questi laghi salati furono usati per i record di velocità per la prima volta nel 1912 ma solo negli anni trenta divennero famosi con la sfida tra Ab Jenkins e Sir Malcolm Campbell per la conquista del record di velocità su terra.

## Il circuito
In realtà sono tre i circuiti che vengono realizzati ogni anno, dall'Utah State Highway Departement. Il primo è un rettilineo di 10 miglia (16 km) che viene utilizzato per il record assoluto di velocità. Viene poi realizzato un ovale di circa 10 - 12 miglia (16 - 19 km), la lunghezza deriva dalle condizioni della superficie salata, impiegato per le prove di durata. Da qualche tempo viene realizzato anche un rettilineo di 5 miglia (8 km) creato per i record dei veicoli più lenti.
Il tracciato principale viene delimitato con una larga riga nera centrale e da riferimenti, dopo il secondo miglio, che indicano il numero di miglio raggiunto. Altri segnali e coni vengono posti per indicare la fine del tracciato e la posizione della strumentazione di riferimento sulle diverse sezioni, di lunghezza pari ad un miglio, cronometrati.

## Eventi
La Southern California Timing Association e la Bonneville Inc. organizzano ogni agosto la Speed Week, evento che richiama migliaia di piloti che si confrontano in una serrata competizione per conquistare il record di velocità nella propria classe e categoria.
A settembre un evento simile è organizzato dalla Utah Salt Falt Racing Association (USFRA): il World of Speed. Inoltre la USFRA organizza, nel solo periodo estivo, un incontro su questa superficie ogni primo mercoledì di ogni mese.

## Record automobilistici
Tra i record ottenuti su questo tracciato va ricordato quello ottenuto da Mickey Thompson nel 1960 che con la velocità di 406,60 miglia orarie (654,35927 km/h) fu il primo pilota statunitense a superare la barriera delle 400 miglia (643 km/h) all'ora.
Riguardo ai piloti italiani, invece, l'automobile Gus Gus Streamliner, pilotata da Fabio Montani è risultata essere la più veloce automobile italiana in assoluto, dopo aver ottenuto, nell'agosto 2011, proprio su questo tracciato il record mondiale di categoria E/FS (motori aspirati fino a 4200 cm³) con la velocità media sul miglio cronometrato di 300,375 mph pari a 483.377 km/h ed una velocità di punta certificata di 498,85 km/h (previsto un nuovo tentativo nel 2013).

## Record motociclette
Sempre su questo circuito sono stati realizzati anche i record di velocità attuali per quanto riguarda le motociclette e le biciclette.
Il record migliore e più incredibile di tutti è stato realizzato da Herbert "Burt" James Munro (Invercargill, 25 marzo 1899 – Edendale, 6 gennaio 1978),  un pilota motociclistico neozelandese. Nel 1967 realizzò il record, al 2022 ancora imbattuto, di velocità per motociclette carenate e con cilindrata inferiore a 1000 cm³ - 323,47814 km/h con una moto Indian 950 2 cilindri a V, modificata. L'impresa di Burt Munro è raccontata nel film Indian - La grande sfida con Anthony Hopkins.
Un episodio curioso e rimarchevole fu quello avvenuto il 13 settembre 1948 che vide il pilota Rollie Free alla guida di una Vincent Black Lightning cimentarsi due volte in un tentativo di record di velocità su motocicletta: una prima volta con la regolare attrezzatura di protezione (tuta e casco), una seconda in costume da bagno e berrettino per limitare l'attrito dell'aria. Nel secondo tentativo migliorò la prestazione precedente, superando la ragguardevole velocità di 240 km/h. L'immagine scattata in tale occasione fece in breve il giro del mondo  Archiviato il 25 agosto 2011 in Internet Archive..